# Спарта (град)
Вижте пояснителната страница за други значения на Спарта.
Спарта (на гръцки: Σπάρτη, Спарти) е град в южна Гърция, на полуостров Пелопонес, център на община Спарта.
По данни от 2001 г. има население 14 817 души. Разположен е в средата на Лаконската равнина на десния бряг на река Евротас.
Днешна Спарта е построена южно от центъра на едноименния древен град. Равнината, разположена около нея е залесена с вечнозелени дървесни видове, като маслини, портокали, лимони, черници и други. На югозапад се издига планината Тайгетос, със заострени върхове, които ѝ придават страховит вид. На изток от града се издига планинската верига Парнонас, която е залесена с ела и други дървесни видове.
Градът е бил създаден отново след освобождението на Гърция от османско владичество, съгласно решение на цар Отон и е бил открит на церемония на 1 януари 1857 г. Спарта е първият град в Гърция с градоустройствен план (вторият е Гитио). Площадите и улиците са залесени с дървесни видове, има просторни площади, красиви сгради в стил неокласицизъм и е украсен с водни съоръжения.
Славното минало от древността и средновековния Мистрас привличат множество туристи, включително от туристическите кораби, които акостират на пристанището Гитио. От древната Спарта са запазени останките от храмовете на Артемида, Бронзова Атина, Аполон Карнаски, както и театър от византийската епоха.
Функционира като икономически и търговски център на региона. Притежава забележителен Археологически музей и Музей на маслината. Това е единственият град в Пелопонес, който е център на област и не е свързан с железопътната мрежа (подобна връзка е в проект от 19 век). Свързан е чрез шосета с Каламата и Триполи и разполага с малко летище.

## Местоположение
Мястото на града през вековете се мести на няколко пъти. По време на микенския период градът не е специално защитен с укрепления и най-вероятно административният му център се е намирал в планината Парнонас, където е разкрит археологическият обект Menelaion. По време на архаичния и класическия периоди градът се премества надолу в равнината. Византийска Спарта отново се качва нагоре към западния масив Тайгетос и Мистрас. Най-накрая, съвременният град е разположен отново в равнината на река Евротас.